# Физер, Луис
Лу́ис Фредерик Фи́зер (англ. Louis Frederick Fieser; 7 апреля 1899, Колумбус, Огайо, США — 25 июля 1977, Белмонт, Массачусетс, США) — американский химик-органик, внёсший существенный вклад в синтез витамина K1 и противомалярийных препаратов на основе хинонов. Известен также как создатель напалма.

## Биография
Луис Фредерик Физер родился 7 апреля 1899 года в Коламбусе, штат Огайо, в семье Луиса Фредерика и Марты Виктории Физер. Отец Луиса был инженером, дед — известным педагогом и редактором первой немецкоязычной газеты в Огайо. Луис обучался в Douglas School and East High School, окончил Колледж Уильямса в 1920 году.
Физер получил докторскую степень в Гарварде в 1924 году за работу, посвящённую окислительно-восстановительным свойствам хинонов. Он синтезировал реагент, позже названный в его честь, широко применяемый в качестве адсорбента кислорода в газовом анализе.
По окончании университета Физер проводит год во Франкфурте-на-Майне и Оксфорде, где получает место ассистента у У. Г. Перкина, затем — должность старшего преподавателя. В 1925—1930 годах преподаёт в Колледже Брин-Мар и в том же году перебирается в Кембридж. С этого времени и до конца жизни научно-преподавательская деятельность Физера связана с Гарвардским университетом. В 1937 году он становится профессором, а в 1968 году — почётным профессором Гарварда.
Являлся также сотрудником и редактором журнала Organic Syntheses.

## Научные исследования
В годы, проведённые в Колледже Брин-Мар, Физер публикует около двадцати статей, посвящённых химии хинонов. Его синтез хиноидного пигмента лапахола в 1927 году привел к близкому сотрудничеству с Самуэлем Хукером, отставным промышленником, создателем частной лаборатории в Бруклине, вернувшимся к изучению лапахола — пигменту южноамериканского дерева бетабарра, спустя двадцать лет. Хукер был искусным и изобретательным экспериментатором, мастерством которого восхищался Физер. В дань уважения Физер создал серию публикаций из 11 документов, охвативших более поздние работы Хукера, посвящённые лапахолу и родственным ему веществам. Эти исследования проводились в период 1915—1935 и были опубликованы в Journal of the American Chemical Society в 1936 году. Ранние исследования лапахола были изданы в одиннадцати статьях в 1889—1896 и переизданы в последующей серии в 1936 году. Физер активно использовал в период Второй мировой войны реакцию, открытую Хукером, в борьбе с малярией («окисление по Хукеру»).
С середины 1930-х и до начала 1940-х годов основным направлением исследований Физера стали полициклические ароматические соединения, вызывающие рак, а также изучение связи между структурой молекулы и её канцерогенной активностью. В середине 1930-х вышел труд Луиса Физера Natural Products Related to Phenanthrene, своевременная публикация которого способствовала успеху в изучении химии стероидов. Кроме того, Физер принимает самое деятельное участие в исследовании смоляных кислот и применении абсорбционной спектроскопии в ультрафиолетовой области ещё до того, как она приобрела широкое распространение.
Физер внёс существенный вклад в синтез витамина K1 в конце 1930-х годов. Взамен применяемых в то время низкоэффективных способов очистки он предложил собственный оригинальный метод, основанный на высокой растворимости одного из производных целевого соединения. Кроме того, несколько ключевых стадий синтеза также были предложены лично Физером.
С началом Второй мировой войны Физера начали активно привлекать к военным проектам. За краткосрочным исследованием жирноароматических полинитросоединений в качестве взрывчатки последовало изучение щелочных солей длинноцепочечных жирных кислот в качестве детонаторов. В 1942 году группой под руководством Физера был разработан напалм — горючий продукт, применяемый в качестве зажигательных и огнемётных смесей при ведении боевых действий. Однако наиболее важной его работой, связанной с военной тематикой, является работа, посвящённая созданию хиноидных антималярийных препаратов. Данной теме посвящено около тридцати его статей, вышедших в 1948—1950 гг.
В число соединений, теоретически обладающих противомалярийной активностью, входили нафтохинон гидролапахола и два менее активных хинона. В сотрудничестве с учёными из Гарварда и других стран Физеру удалось установить связь между структурой и противомалярийной активностью этих соединений. Синтез более 300 исследуемых соединений сопровождался изучением механизма действия и их метаболизма в живых организмах. Работа была заморожена после окончания Второй мировой войны, и возобновилась с началом Вьетнамской войны.
После того, как Э. Кендалл продемонстрировал эффективность кортизона в лечении ревматоидного артрита (1949), значительно ускорился поиск глюкокортикоидных гормонов, пригодных для клинических испытаний. Фармацевтические компании по всему миру проводили активные исследования в этой области. Физер внёс существенный вклад в эту быстро развивающуюся область, и как самостоятельный исследователь, и в качестве консультанта промышленных предприятий. В этот период у Физера завязались тесные профессиональные и личные отношения с Максом Тишлером из Merck & Co.
Физер был искусным экспериментатором, способным найти одновременно практичное и элегантное решение задачи. Не менее 40 из его 340 публикаций были основаны на экспериментах, проведённых им собственноручно. Его подход к исследованиям — интуитивный и образный — оказался весьма успешным. По мнению жены Мэри Физер:
«Химия для него скорее некое соревнование, чем тяжёлая работа. Я думаю, учить других — действительно его любимое занятие».
Оригинальный текст (англ.) He approached chemistry as a kind of sport, not just hard work. I think he really enjoyed teaching most of all.
В последние годы жизни Физер сосредоточился на преподавании химии, философии научного исследования и проблемах здравоохранения, в частности — вреде курения.

## Преподавательская деятельность
На протяжении многих лет Физер преподавал в Гарварде курс органической химии. Он принял участие в создании научно-популярного фильма Techniques of Organic Chemistry и тетраэдрических моделей углерода. В брошюре Chemistry in Three Dimensions приводилась инструкция по их использованию.
В Martius Yellow laboratory contests участвовали студенты, а также их маститые коллеги, в том числе Физер. Целью соревнования являлся синтез жёлтого красителя в шести его модификациях из пяти граммов 1-нафтола. Оценивалась чистота продукта и скорость синтеза. Физер всегда финишировал первым, но неизменно находились причины для его дисквалификации. Добродушная атмосфера соревнования способствовала привлечению интереса к предмету и тёплым отношениям между Физером и его учениками. Оранжевый свитер с портретом Физера пользовался популярностью в Гарварде, многие студенты с гордостью приходили в нём на занятия.
Не менее успешным был опыт Физера и в обучении аспирантов. Собственным примером он вдохновлял всех, кто работал с ним в лаборатории. В послевоенные года его группа стала интернациональной; Физер начал проявлять интерес как к профессиональной, так и к личной жизни сотрудников. Десять его учеников избраны в Национальную Академию наук, а готовивший под научным руководством Физера докторскую диссертацию Дональд Крам стал Нобелевским лауреатом.

## Личная жизнь
В Брин-Мар Физер встретил Мэри Питерс, которая после окончания Колледжа Брин-Мар поступила в Рэдклифф Колледж, где проходила обучение под его началом. В 1932 они поженились, тем самым положив начало замечательному научному и литературному сотрудничеству. Мэри стала для Луиса постоянным спутником, другом, незаменимым сотрудником. В соавторстве супруги опубликовали 35 статей, 8 книг.
Луис Физер умер в Белмонте, штат Массачусетс, 25 июля 1977 года.

## Звания и награды
- Член Национальной академии наук (1940)
- Член Американской академии искусств и наук
- Член Американского философского общества (1941)[12]
- Почетный доктор Williams College (1939)
- Почетный доктор Парижского университета (1953)
- Лауреат Katherine Berkhamjudd Prize за исследование рака (1941)
- Лауреат James Flack Norris Award за преподавание химии (1959)
- Лауреат премии Ассоциации химиков в области образования (1959)
- Лауреат премии Джорджа Пайментела в области химического образования[англ.] (1967)
- Медаль Николса Американского химического общества (1963)

## Основные труды
В соавторстве с женой Физер выпустил восемь книг, пять из которых выдержали три и более изданий. Среди них, помимо упомянутой ранее Natural Products Related to Phenanthrene (четыре издания, включая Steroids), лабораторное руководство и первая книга Experiments in Organic Chemistry (три издания), за которой последовали Organic Experiments (три издания, третье — совместно с К. Л. Уильямсоном), несколько широко известных учебников и других изданий:
- Organic Chemistry[16]
- Textbook of Organic Chemistry[17]
- Advanced Organic Chemistry[18]
- Basic Organic Chemistry[19]
- Organic and biological chemistry[20]

Помимо этого, Физер широко известен как автор пособия Style Guide for Chemists, созданного также в соавторстве с женой, в котором преподносит коллегам своё умение излагать мысли на бумаге в ясной, сжатой и увлекательной форме. Его заслуги, в частности, отметил Роберт Шейнфилд в книге The Chemist’s English:
«Позвольте отдать должное великим благодетелям английского языка для химиков. Это те ученые (первым приходит на ум имя Луиса Физера, хотя у него есть достойные коллеги из Австралии), кто своей увлекательной прозой заставил других подражать себе».
Оригинальный текст (англ.) Let me now begin with a respectful salute to the great benefactors to Chemist's English. There are first of all those scientists (the name of L. F. Fieser comes most readily to mind, but some members of the distinguished tribe also reside in Australia) who by their passion for lucid prose have made others emulate them.

## Публикации на русском языке
- Физер Л., Физер М. Химия природных соединений фенантренового ряда / Пер. с англ.; под ред. акад. В. М. Родионова. — М.-Л.: Госхимиздат, 1953. — 656 с.
- Физер Л., Физер М. Стероиды / Пер. с англ. к.х.н. М. С. Бурмистровой [и др.]; под ред. д.х.н. Н. Н. Суворова, д.х.н. И. В. Торгова. — М.: Мир, 1964. — 982 с.: ил.
- Физер Л., Физер М. Органическая химия: Углублённый курс. В 2 томах. / Пер. с англ. под ред. Н. С. Вульфсона. — М.: Химия, 1966. — 680 с. (т. 1), 783 с. (т. 2)
- Физер Л., Физер М. Реагенты для органического синтеза. В 7 томах. / Пер. с англ. д.х.н. Н. С. Зефирова [и др.]; под ред. акад. И. Л. Кнунянца [и др.]. — М.: Мир, 1970—1978: Том I. Том II. Том III. Том IV. Том V. Том VI. Том VII.